# Epepeotes birmanus
Epepeotes birmanus är en skalbaggsart som beskrevs av Stefan von Breuning 1969. Epepeotes birmanus ingår i släktet Epepeotes och familjen långhorningar.
Artens utbredningsområde är Burma. Inga underarter finns listade i Catalogue of Life.